# Aeroporto di Oradea
L'Aeroporto di Oradea (IATA: OMR, ICAO: LROD), è un aeroporto situato nel Distretto di Bihor, a 5 Km a sud-ovest di Oradea, in Romania occidentale.

## Storia
Nato come aeroporto militare, nel 2009 è iniziato un progetto di trasformazione dell'aerostazione per il traffico civile che ha portato anche all'ampliamento della pista. Tra il 2014 ed il 2015, grazie a 30 milioni di Euro di Fondi UE, l'aeroporto è stato completamente ristrutturato.